# John Maine
John Kevin Maine (né le 8 mai 1981 à Fredericksburg, Virginie, États-Unis) est un ancien lanceur droitier de baseball de la Ligue majeure.

## Carrière

### Orioles de Baltimore
John Maine est drafté en 6e ronde par les Orioles de Baltimore en 2002. Son premier départ dans les majeures est difficile : il écope de la défaite à sa seule sortie de la saison 2004, après avoir accordé 4 points et 7 coups sûrs en 3 manches et deux tiers le 23 juillet pour Baltimore.
En 2005, il joue 10 parties pour les Orioles, dont 8 comme lanceur partant. Sa fiche est de 2 gains et 3 revers.

### Mets de New York
Maine est transféré aux Mets de New York le 22 janvier 2006. Le lanceur Jorge Julio est aussi échangé à New York, et les Orioles reçoivent Kris Benson, un autre lanceur, en retour pour ces deux joueurs
À sa première année chez les Mets en 2006, il présente une fiche de 6-5 avec une moyenne de points mérités de 3,60 en saison régulière. En séries éliminatoires, il se montre solide au monticule, maintenant une moyenne de points mérités de 2,63 en 13,2 manches lancées face aux Dodgers de Los Angeles et aux Cards de Saint-Louis. Il est crédité de la victoire à sa seule décision.
En 2007, Maine remporte 15 victoires. Il enchaîne avec une saison de 10 gains en 2008, mais est tenu à l'écart du jeu par une blessure à l'épaule.
En 2009, il ne semble pas rétabli de son opération à l'épaule. Il remporté 7 victoires contre 6 défaites comme lanceur partant des Mets. L'histoire se répète pendant la saison 2010, alors qu'il n'amorce que neuf parties et passe la majeure partie de l'année sur la liste des joueurs blessés. Son dossier est de 1-3 avec une moyenne de points mérités s'élevant à 6,13 en seulement 39 manches et deux tiers lancées pour New York en 2010.

### Ligues mineures
Devenu agent libre, Maine signe le 17 février 2011 un contrat des ligues mineures avec les Rockies du Colorado. Sa moyenne de points mérités s'élève à 7,43 en 11 parties jouées avec le club-école des Rockies à Colorado Springs. Il quitte l'équipe en juin et envisage la retraite.
En décembre 2011, Maine signe un contrat des ligues mineures avec les Red Sox de Boston. Des douleurs à l'épaule le gardent hors du jeu et il n'apparaît dans aucune partie, ni dans les mineures ni dans les majeures, pour Boston, qui le libère de son contrat en mai 2012. Il signe chez les Yankees de New York quelques jours plus tard et s'aligne avec leur club-école de Scranton.
Les efforts de Maine pour regagner les ligues majeures se poursuivent début 2013 alors qu'il est mis sous contrat par les Marlins de Miami.